# Claudia Villiger (Eiskunstläuferin)
Claudia Villiger (* 25. September 1969) ist eine ehemalige Schweizer Eiskunstläuferin und Eislauftrainerin.

## Karriere
Nach vielversprechender Juniorenkarriere (unter anderem Platz 8 bei der Juniorenweltmeisterschaft 1983) wurde sie 1985 Schweizer Meisterin im Eiskunstlauf der Damen. Diesen Titel konnte sie zwei Mal verteidigen.
Auf internationaler Ebene erzielte Villiger mit dem sechsten Rang bei der Europameisterschaft 1986 und dem 13. Rang bei der Weltmeisterschaft 1987 ebenfalls respektable Ergebnisse.
Nach ihrer sportlichen Karriere machte sie sich ab 1989 als Eislauftrainerin und Choreographin beim Eislaufclub Illnau-Effretikon einen Namen. Sie trainierte unter anderem Nicole Brüngger-Skoda.